# جيمس باني
جيمس باني (بالإنجليزية: James Panayi)‏(وُلد في 24 من يناير في عام 1980) هو لاعب إنجليزي مُحترف سابق، لعب في مركز الدفاع لفريق وتفورد بين عاميّ 1998 و2002. بدأ مشواره الإحترافي لأول مرة في الدوري الإنجليزي الممتاز في المبارة التي أقيمت على ملعب هايفيلد رود في مدينة كوفينتري يوم الأحد في 31 من أكتوبر في عام 1999. خاض جيمس تجربة مع نادي كوينز بارك رينجرز بعد مغادرته لنادي وتفورد في 2002، بعدها رحل إلى نادي أبولون ليماسون في الدوري القبرصي. يشغل جيمس حاليا منصب رئيس التربية البدنية في أكاديمية سبورستون المجتمعية بخبرته السابقة التي عمل بها في مدرسة كليف بارك ومدرسة فيلج الثانوية.